# Amidon synthase
L'amidon synthase est une glycosyltransférase qui catalyse la réaction :
ADP-α-D-glucose  +  [(1→4)-α-D-glucosyle]n   {\displaystyle \rightleftharpoons }   ADP  +  [(1→4)-α-D-glucosyle]n+1.
Cette enzyme intervient dans la biosynthèse de l'amidon chez les plantes.
Il en existerait cinq isoformes : GBSS, liée à la biosynthèse de l'amylose, et SS1, SS2, SS3 et SS4. Ces isoformes joueraient des rôles différents dans la synthèse de l'amylopectine.